# Lliga Nacional turca de futbol
La Lliga Nacional turca de futbol (en turc  Milli Küme ) va ser el primer intent de crear una competició de lliga de futbol de caràcter nacional. Fou un campionat inter-ciutats on prenien part clubs d'Istanbul, Ankara i Esmirna.
L'edició de 1941, anomenada  Maarif Kupası fou disputada per 10 equips, inclòs un de la ciutat d'Eskişehir. L'edició de 1943 s'anomenà  Milli Eğitim Mukafatı. La de 1946 fou disputada només per 6 equips, dos de cadascuna de les tres ciutats. La resta d'edicions fou disputada per 8 equips, 4 d'Istanbul i 2 d'Ankara i Esmirna.

## Historial
El nombre de campionats enre parèntesi es continua amb els títols del Campionat turc de futbol.
- 1937:  Fenerbahçe SK (4)
- 1938:  Günes SK (1)
- 1939:  Galatasaray SK (1)
- 1940:  Fenerbahçe SK (5)
- 1941:  Besiktas JK (3)
- 1942: no es disputà
- 1943:  Fenerbahçe SK (6)
- 1944:  Besiktas JK (4)
- 1945:  Fenerbahçe SK (7)
- 1946:  Fenerbahçe SK (8)
- 1947:  Besiktas JK (5)
- 1948: no es disputà
- 1949: no es disputà
- 1950:  Fenerbahçe SK (9)

## Palmarès
| Takım          | Kupa |
| Fenerbahçe SK  | 6    |
| Beşiktaş JK    | 3    |
| Galatasaray SK | 1    |
| Güneşspor      | 1    |